# Турнеја Британских и Ирских Лавова по Јужној Африци 1891.
Турнеја Британских и Ирских Лавова по Јужној Африци 1891. (службени назив:1891 British Lions tour to South Africa) је била турнеја острвског рагби дрим тима по Јужној Африци 1891. Најбољи рагбисти Ирске и Велике Британије су на овој турнеји играли феноменално и забележили су 20 победа у 20 утакмица, у јулу, августу и септембру. Лавови су победили Спрингбоксе у серији. Рагби савез Јужне Африке је основан 1889. Дакле две године пре ове турнеје. Челници тог савеза, су тада сматрали да је један од најбољих начина да промовишу рагби у њиховој земљи, да позову британску екипу на турнеју.

## Тим
Стручни штаб
- Менаџер Едвин Еш

Играчи
'Скрам'
- Вилијам Бромет, Енглеска
- Џон Голд, Енглеска
- Џони Хемонд, Енглеска
- Фроди Хенкок, Енглеска
- Волтер Џексон, Енглеска
- Роберт МекМилан, Шкотска
- Клемент Симпсон, Енглеска
- Ауборн Суртес, Енглеска
- Роберт Томпсон, Енглеска
- Вилијам Торман, Енглеска
- Томас Вајтакер, Енглеска

'Бекови'
- Вилијам Мичел, Енглеска
- Едвард Бромет, Енглеска
- Рендолф, Енглеска
- Бил Меклеген, Шкотска
- Хауард Маршал, Енглеска
- Артур Ротерам, Енглеска
- Вилијам Вутерспон, Енглеска

## Утакмице
| Утак. | Тим                    | Резултат | Тим    |
| ----- | ---------------------- | -------- | ------ |
| 1.    | Кејп Таун              | 1:15     | Лавови |
| 2.    | Вестерн провинс        | 0:6      | Лавови |
| 3.    | Кејп колони            | 0:14     | Лавови |
| 4.    | Кимберли               | 0:7      | Лавови |
| 5.    | Грикленд вест          | 0:3      | Лавови |
| 6.    | Порт Елизабет          | 0:22     | Лавови |
| 7.    | Источна Провинција     | 0:21     | Лавови |
| 8.    | Спрингбокси            | 0:4      | Лавови |
| 9.    | Гремстаун              | 0:9      | Лавови |
| 10.   | Кингс Вилијам          | 0:18     | Лавови |
| 11.   | Кингс Вилијам дистрикт | 0:16     | Лавови |
| 12.   | Пијетермарицбург       | 0:25     | Лавови |
| 13.   | Трансвал               | 0:22     | Лавови |
| 14.   | Јоханезбург            | 0:15     | Лавови |
| 15.   | Трансвал               | 0:9      | Лавови |
| 16.   | Кејп колони            | 0:4      | Лавови |
| 17.   | Спрингбокси            | 0:3      | Лавови |
| 18.   | Кејп колони            | 0:7      | Лавови |
| 19.   | Спрингбокси            | 0:4      | Лавови |
| 20.   | Стиленбош              | 0:2      | Лавови |

### Генерални учинак
| Одиграно утакмица | Победа Лавова | Нерешено | Пораз Лавова |
| ----------------- | ------------- | -------- | ------------ |
| 20                | 20            | 0        | 0            |

| Победник турнеје 1891. |
| ---------------------- |
| Лавови (3-0-0)         |

## Статистика
Највећа посета
6 000 гледалаца, први тест меч
Највише поена против Јужне Африке
Артур Ротерам 4 поена